# Giro parahipocampal
El giro parahipocampal es una circunvolución del cerebro. Se encuentra sobre la superficie inferior de cada hemisferio cerebral, situada entre el surco colateral y el surco del hipocampo. Su extremo, en forma de gancho, recibe el nombre de uncus o circunvolución uncinada.